# Újezd u Svatého Kříže
Újezd u Svatého Kříži és una localitat del districte de Rokycany a la regió de Pilsen, República Txeca, amb una població estimada a principis de l'any 2018 de 231 habitants.
Està situada al nord-est de la regió, a la conca hidrogràfica del riu Berounka —un afluent esquerre del riu Vltava que, al seu torn, ho és de l'Elba—, i prop de la frontera amb la regió de Bohèmia Central.